# Edward Dzwonkowski
Edward Jan Stanisław Dzwonkowski, herbu Przeginia (ur. 4 marca 1824 w Kutkorzu - 3 września 1887 w Gromniku) – ziemianin, uczestnik powstania węgierskiego podczas Wiosny Ludów, emigrant, polityk, poseł do galicyjskiego Sejmu Krajowego i austriackiej Rady Państwa

## Życiorys
Początkowo wybrał karierę wojskową i w latach 1842–1844 służył jako kadet w armii austriackiej. Następnie kształcił się w Akademii Wojskowej w Wiedniu (1844-1846). Pod wpływem wypadków rabacji galicyjskiej, jeden z jego braci zginął, wystąpił z wojska (1847). W rezultacie gdy wybuchła Wiosna Ludów, przedostał się na Węgry i wstąpił do armii powstańczej, gdzie wraz ze swym bratem Władysławem (zginął w 1849) walczył w pułkach węgierskich, a potem był adiutantem naczelnego wodza Józefa Bema. Udział w powstaniu węgierskim 1848 zakończył w randze majora.  Po upadku powstania przebywał na emigracji na terytorium Turcji w Warnie i Stambule. Wraz z grupą emigrantów przedostał się w 1850 do Anglii. Jako reprezentant grupy starał się bezskutecznie z pośrednictwem ks. Władysława Czartoryskiego wstąpić do armii belgijskiej. Jego adiutantem był Zygmunt Miłkowski. Sam na emigracji związał się z Hotelem Lambert.
Po ogłoszeniu amnestii przez władze austriackie w 1855 powrócił do Galicji. Ziemianin, właściciel  Gromnika, w tarnowskim i Rustweczko w przemyskim (obecnie na terenie Ukrainy). W Gromniku kontynuował działalność stworzonej przez swego ojca znanej w kraju i za granicą hodowli koni angielskich. Był również znanym hodowcą bydła. Od 1871 był współzałożycielem (wraz ze swym teściem) i dyrektorem pierwszej galicyjskiej spółki naftowej „Spółka Harklowska” na osiedlu Harklowa (dziś gmina Skołyszyn, powiat Jasło). Był członkiem pierwszej rady nadzorczej Towarzystwa Wzajemnych Ubezpieczeń w Krakowie od 1860 do 1864.  Członek Galicyjskiego Towarzystwa Gospodarskiego i Galicyjskiego Towarzystwa Kredytowego Ziemskiego.
Opowiadając się za programem pracy organicznej nie poparł powstania styczniowego. Po nastaniu ery autonomicznej włączył się aktywnie do życia politycznego. Związany był z konserwatystami krakowskimi (stańczykami). Poseł do galicyjskiego Sejmu Krajowego II kadencji (18 lutego 1867 - 13 listopada 1869) i III kadencji (20 sierpnia 1870 - 7 grudnia 1872). Wybierany w kurii I (wielkiej własności) z obwodu wyborczego nr 6 (tarnowskiego), w III kadencji złożył mandat, na jego miejsce wybrano Mieczysława Reya. W Sejmie początkowo był przeciwnikiem obesłania parlamentu austriackiego. Popierał postulaty rozwoju górnictwa w Galicji a także domagał się udziału władz państwowych w budowie dróg galicyjskich.
Był również posłem austriackiej Rady Państwa III kadencji (15 września 1870 - 10 sierpnia 1871) i IV kadencji (27 grudnia 1871 - 21 kwietnia 1873) wybieranym w kurii I (wielkiej własności), pierwszy raz uzyskał mandat w wyborach uzupełniających po rezygnacji kolejno Franciszka Torosiewicza i Seweryna Smarzewskiego. W IV kadencji utracił mandat w wyniku niestawienia się na obrady w Wiedniu. Ponownie wybrany był posłem w V kadencji (4 listopada 1873 - 22 maja 1879), VI kadencji (7 października 1879 - 23 kwietnia 1885), VII kadencji (22 września 1885 - 3 września 1887). Wybierany był w kadencjach V-VII) w kurii I (wielkiej własności) z okręgu wyborczego nr 4 (Tarnów-Dąbrowa-Pilzno-Mielec). W kadencji VII zrezygnował z mandatu, w jego miejsce wybrano 28 października 1887 Władysława Struszkiewicza. Należał do grupy posłów konserwatywnych Koła Polskiego w Wiedniu, był także referentem budżetu wojskowego Koła. W parlamencie austriackim, nie zabierał głosu w kwestiach politycznych, koncentrując się na zagadnieniach gospodarczych i wojskowych. Wspierał interesy galicyjskich przedsiębiorstw górniczych, a także działał na rzecz rozwoju rentownej hodowli koni. 
Pochowany na cmentarzu parafialnym w Gromniku.

## Odznaczony
Za swoją służbę w armii węgierskiej został odznaczony węgierskim powstańczym Orderem Zasługi Wojskowej III klasy.

## Rodzina
Urodził się w rodzinie ziemiańskiej, syn właściciela Gromnika Feliksa (ur. 1790) i Rozalii z Siedliskich. W 1856 ożenił się z Anną Franciszką ze Zborowskich (1834-1901). Mieli jednego syna, zmarłego w dzieciństwie oraz cztery córki: Marię (1859-1927) żonę prawnika Stanisława Szlachtowskiego (1856-1927), Ludwikę (ur. 1862), z męża Niedzielską, Annę (ur. 1871), żonę Jana Hupki (1866-1952) i Rozalię (ur. 1874) żonę Włodzimierza Łukasiewicza (1860-1924).